# Sinfonietta nr. 1 (Weinberg)
Mieczysław Weinberg voltooide zijn Sinfonietta nr. 1 in 1948.
Met deze kleine symfonie roeide Weinberg in tegen de antisemitische houding van het Sovjetregime. Weinberg baseerde deze sinfonietta op Joodse volkswijsjes. Wellicht dat daarom dit werk enigszins scherper qua karakter is dan zijn andere werk. Zelfs Tichon Chrennikov, een hardliners binnen de Sovjet componistenbond, vond het een goede muzikale combinatie van/voor de Joodse mensen binnen het socialisme. Later was diezelfde Chrennikov een andere mening toegedaan door een aantal werken van Weinberg te verbieden, als zijnde te “modern” of te religieus.
De sinfonietta kent vier delen
- Allegro risoluto
- Lento
- Allegretto
- vivace

Discografie:
- Uitgave Chandos: Gabriel Chmura met het Pools Nationaal Radio-Symfonieorkest in een opname uit 2003 (tevens bron).
- Uitgave Melodiya: Jevgeni Svetlanov met het USSR Staats Symfonie Orkest
- Uitgave Neos: Gerard Korsten met het Symphonieorchester Vorarlberg, opname 2010